# Herman Leijdensdorff
Herman Leijdensdorff, de artiestennaam van Hessel Leidensdorff, (Amsterdam, 29 september 1891 – Bussum, 8 oktober 1985) was een Nederlands violist.
Hij was zoon van Meijer Leidensdorff en Clara Hammelburg (moeder omgebracht in concentratiekamp Auschwitz). Hijzelf was getrouwd met advocate en procureur Anna de Leeuw (1889-1943), die aan de Universiteit van Amsterdam rechten had gestudeerd en na haar overlijden met Marguerite Hoeschheimer.
Hij kreeg zijn opleiding van Carl Flesch en Heinrich Fiedler (beiden viool), Jean-Baptiste de Pauw (piano) en Bernard Zweers (muziektheorie) aan het Conservatorium van Amsterdam en studeerde op 19-jarige leeftijd af. Hij begon vrijwel direct met het geven van concerten. Hij was voor korte periode eerste violist bij de Duitse Opera in Amsterdam en ook het Concertgebouworkest (1911-1915). In de periode trad hij met dat orkest zes keer als solist op. Niet alleen was hij solist bij concerten; hij bespeelde tevens de eerste viool in het in 1910/1911 opgerichte Hollandsch Strijkkwartet. Daar speelden ze voornamelijk nieuwe Frans (Claude Debussy, Maurice Ravel en Nederlands repertoire (Henri Zagwijn, Dirk Schäfer en Willem Pijper). Het nam door binnen- en buitenlandse optredens zoveel tijd in beslag dat hij zijn orkestbaan kon opzeggen; zijn deelname duurde tot 1940. In 1915 werd hij docent aan de muziekschool van de Maatschappij tot Bevordering der Toonkunst en in 1918 hoofddocent aan het Amsterdams Conservatorium.
Naast die werkzaamheden zat hij in examencommissies bijvoorbeeld voor staatsexamens en had zitting in de Commissie van Advies van de Koninklijke Nederlandse Toonkunstenaars Vereniging.
Tijdens de bezetting door Nazi-Duitsland was hij enige tijd hoofd van het Joods Conservatorium in de hoofdstad (Joden mochten niet naar een “normaal conservatorium”); werd echter opgepakt en via Kamp Westerbork (februari 1944) afgevoerd naar concentratiekamp Theresienstadt (4 september 1944) maar wist te overleven, wellicht mede omdat hij in het orkest van gevangenen zat. Zijn moeder en (half-)broers en zusters vonden allen hun eind in een concentratiekamp, zijn vrouw overleed in Westerbork.
Hij werd benoemd tot ridder in de Orde van Oranje-Nassau en de Kroonorde. In 1959 werd hij gehuldigd voor 40 jaar hoofd-docentschap; hij nam daarop tevens afscheid. Bij de viering van zijn negentigste verjaardag was het al jaren stil rondom hem.
- Biografisch Portaal: 58069791